# 桃花扇

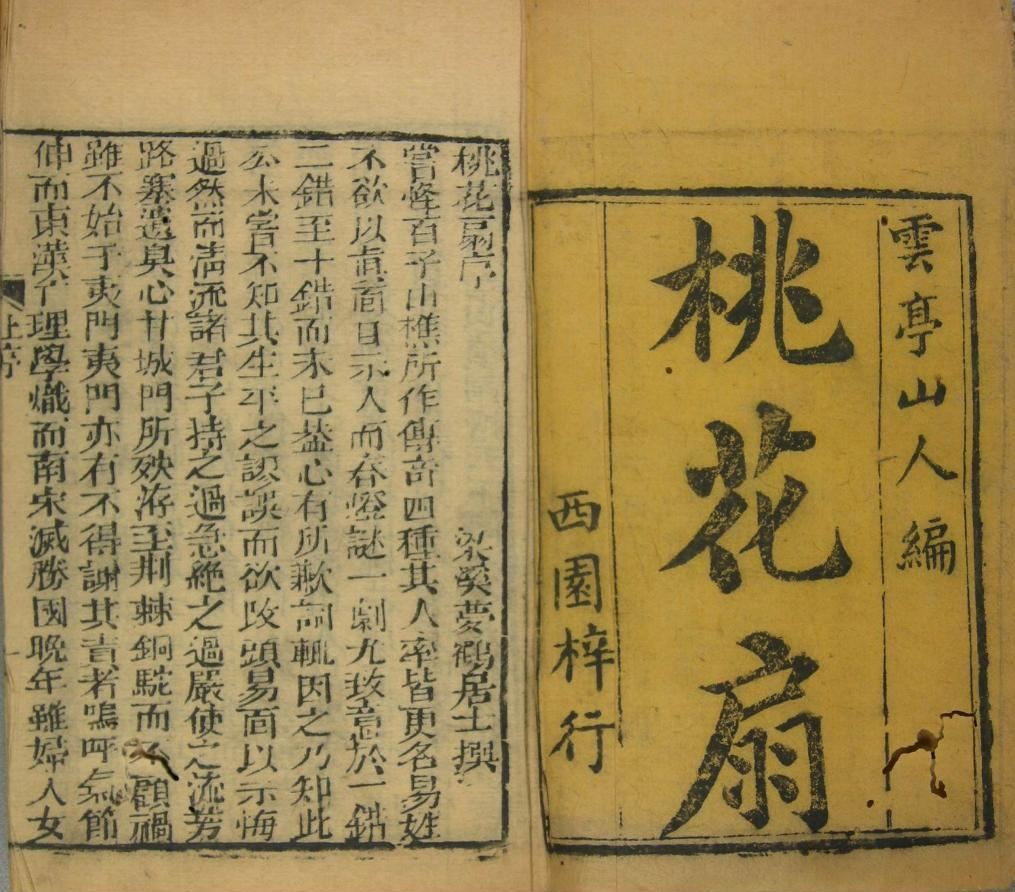
《桃花扇》西园刻本，康熙、雍正年间据康熙重刻本再刻，另有多种覆刻本。

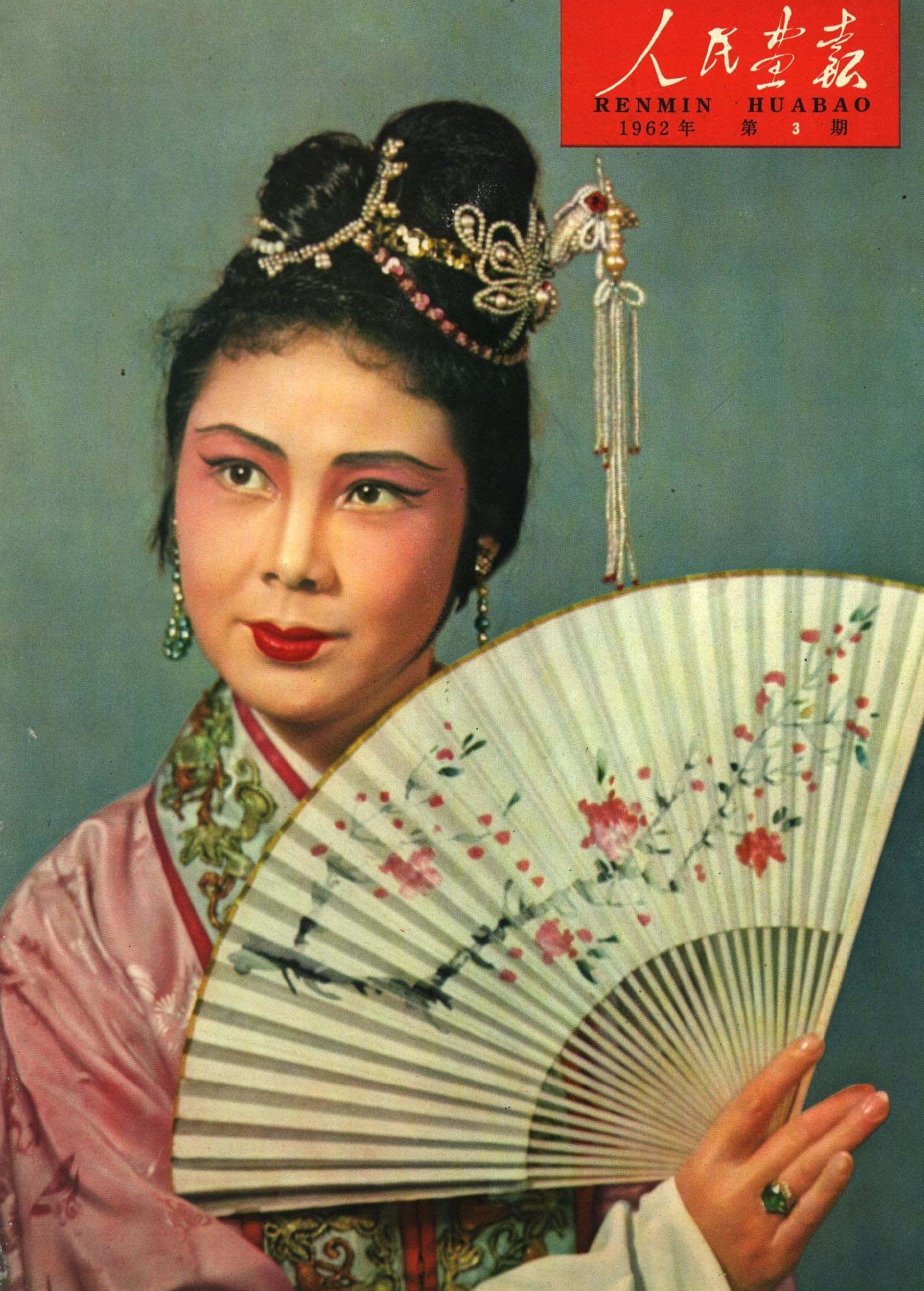
1962年戏剧《桃花扇》的李香君（郑振瑶扮演）

《桃花扇》是清初戏曲家孔尚任经十余年创作，三易其稿而写出的一部传奇剧本，共有44齣，通过男主人公侯方域（字朝宗）和女主人公李香君的爱情故事，反映了明朝崇祯末年至南明弘光年间的史实。作者自称“借离合之情，写兴亡之感，实事实人，有凭有据。”《桃花扇》因其较高的艺术成就，与《西厢记》、《牡丹亭》、《长生殿》并称中国古典四大名剧。

## 创作背景
孔尚任，山东曲阜县人，出生于顺治五年，其父孔贞璠为崇祯六年举人，明亡不仕，曾参加过抗清活动。其岳父秦光仪为了躲避明朝末年的乱局，曾在南京居住三年，依附孔尚任堂兄孔尚则（曾任南明刑部主事），因此了解弘光一朝的兴衰故事。孔尚任成年后从秦光仪处得知二十多年前南明旧事，其中李香君“面血溅扇，杨龙友以画笔点之”之事让其印象深刻，随后逐渐萌生写作《桃花扇》的愿望。为了拓宽《桃花扇》的剧情思路 ，孔尚任在长江南北访遗问老，与冒辟疆、邓汉仪、张瑶星等人交往，并实地考察南明史迹。苏州老曲师王寿熙为孔尚任的创作提供了音律方面的帮助。康熙三十八年六月，《桃花扇》在多次修改后终于定稿。由于本剧完成于文字狱酷烈的康熙年间，孔尚任对南明弘光这一敏感历史时期作出了一些曲笔。例如剧中未对清军进行正面描写，着重刻画汉人势力内部矛盾；称清军入关是为崇祯皇帝报仇；将史可法殉难扬州城改为出城投江而死等。尽管如此，剧本的考证相当详实，所写的一些重大历史事件，甚至精确到某月某日。

## 故事背景
明朝末年，流寇李自成攻陷北京，崇祯皇帝缢死煤山，吴三桂引清兵入关，華北大乱。凤阳总督马士英在南京拥立福王朱由崧为皇帝，建元“弘光”。弘光皇帝不思北伐，耽于声色；朝臣卖官鬻爵，搜刮銀錢；武将拥兵自重，互相攻伐。閣部史可法受到排挤，离开南京督师江北。清军南下，围攻扬州，史可法带领残兵三千坚守，但孤立无援，战败身死。清军长驱直入，渡江攻克南京，南明朝廷土崩瓦解。

## 出场人物
全剧有30名主要演员，作者将其分为“色部”、“气部”和“总部”。
- 色部是贯穿全剧表现“离合之情”故事主要情节的人物，又分为以男主角侯方域为首的及其周围人物的“左部”和以女主角李香君为首的及其周围人物的“右部”。“左部”和“右部”都分爲“正色”、“間色”、“合色”、“潤色”四種，共16人。

- 气部是表现背景历史“兴亡之感”的人物，又分为“奇部”和“偶部”。“奇部”和“偶部”又各分爲“中氣”、“戾氣”、“餘氣”、“煞氣”，共12人。

- 总部只有2人；“经星”张瑶星道士，“纬星”南京太常寺老赞礼，作为全剧幕中穿插，同時介绍背景，以情节外人补充交代叙事的人物。

| 色部 | 左部         | 左部           | 左部           | 左部         | 右部           | 右部           | 右部           | 右部           |
| 色部 | 正色         | 间色           | 合色           | 润色         | 正色           | 间色           | 合色           | 润色           |
| ---- | ------------ | -------------- | -------------- | ------------ | -------------- | -------------- | -------------- | -------------- |
| 色部 | 侯朝宗（生） | 陈定生（末）   | 柳敬亭（丑）   | 沈公宪（外） | 李香君（旦）   | 杨龙友（末）   | 苏昆生（净）   | 寇白门（小旦） |
| 色部 |              | 吴次尾（小生） | 丁继之（副净） | 张燕筑（净） |                | 李贞丽（小旦） | 卞玉京（老旦） | 郑妥娘（丑）   |
| 色部 |              |                | 蔡益所（丑）   |              |                |                | 蓝田叔（小生） |                |
| 气部 | 奇部         | 奇部           | 奇部           | 奇部         | 偶部           | 偶部           | 偶部           | 偶部           |
| 气部 | 中气         | 戾气           | 余气           | 煞气         | 中气           | 戾气           | 余气           | 煞气           |
| 气部 | 史道邻（外） | 弘光帝（小生） | 高杰（副净）   | 田雄（副净） | 左昆山（小生） | 马士英（净）   | 袁临侯（外）   | 刘良佐（净）   |
| 气部 |              |                |                |              | 黄虎山（末）   | 阮大铖（副净） | 黄仲霖（末）   | 刘泽清（丑）   |
| 总部 | 经星         | 经星           | 经星           | 经星         | 纬星           | 纬星           | 纬星           | 纬星           |
| 总部 | 张道士（外） | 张道士（外）   | 张道士（外）   | 张道士（外） | 老赞礼（副末） | 老赞礼（副末） | 老赞礼（副末） | 老赞礼（副末） |

## 情节梗概

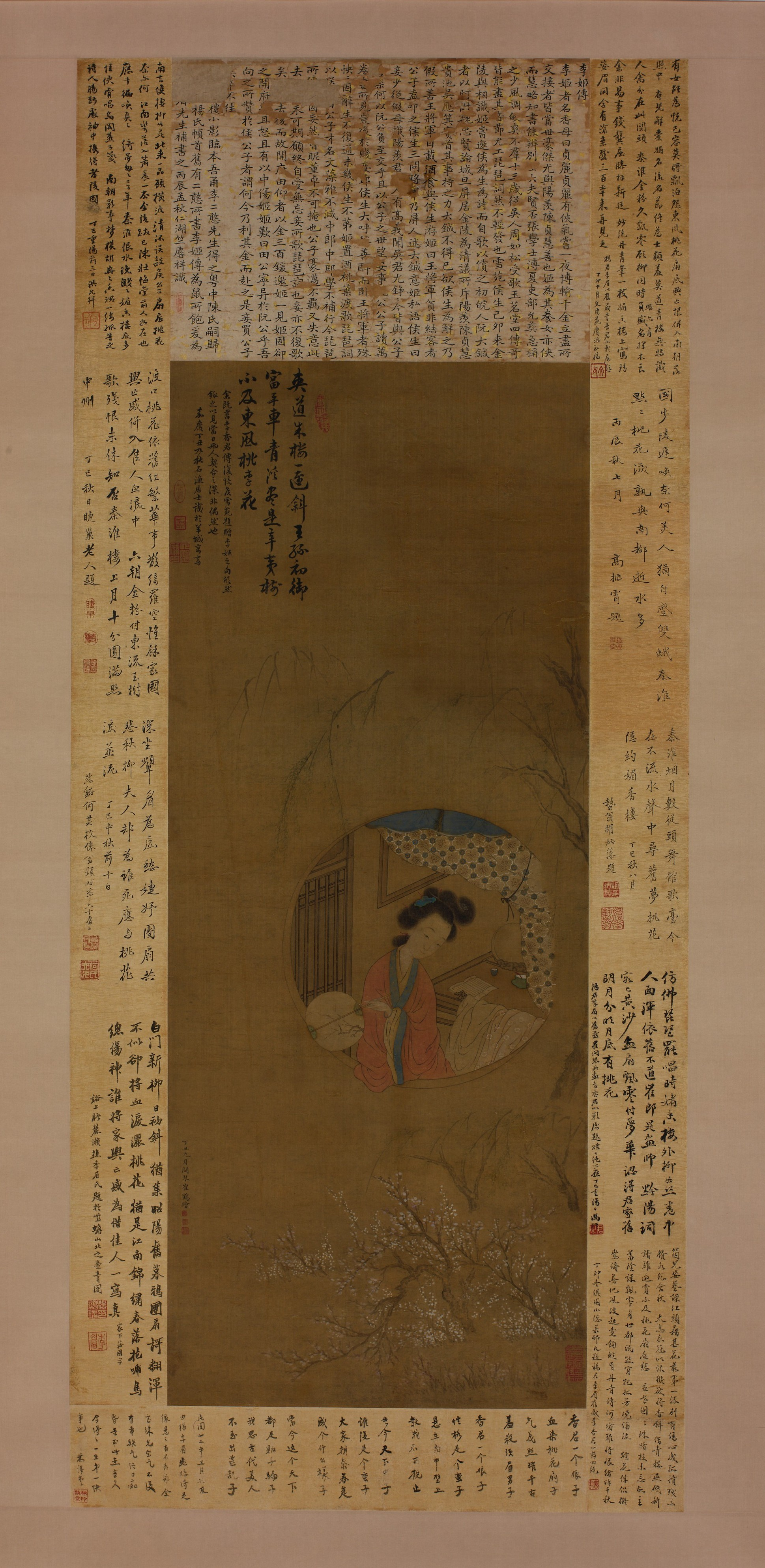
李香君

崇祯癸未，户部尚书侯恂之子侯方域正寓居南京莫愁湖畔，参加了反对阉党的“復社”。此时，做过光禄卿的阮大铖也在南京，因曾投靠阉党而遭到复社学子们群起攻击，急于自救。阮大铖的结拜兄弟杨文骢要将秦淮歌妓李香君介绍给侯方域，劝阮大铖匿名赠送梳拢所用的妆奁以拉拢侯方域。不久，侯方域得见李香君，两人一见倾心，陷入爱河。侯方域送李香君一把題诗扇，梳拢了香君。但李香君得知妆奁出自阮大铖之后，坚决退回，由此得罪了阮大铖。
癸未七月，镇守武昌的寧南侯左良玉因缺少軍餉，意欲移兵就食南京。杨文骢請侯方域以其父侯恂（左良玉之師）名義寫書勸止左良玉，並使柳敬亭遞書前去。阮大鋮借此機會，在諸官議事時诬陷侯方域勾结左良玉，背叛朝廷。马士英派人捉拿侯方域，杨文骢提前通风报信，侯方域遂留李香君在南京，自己逃走投奔史可法。
甲申三月，李自成攻破北京，崇祯皇帝自缢。消息传到南京，凤阳总督馬士英与阮大鋮等人擁立福王朱由崧為弘光帝。弘光帝即位后，重新启用阮大铖，阮趁机報復復社黨人，强将李香君许配给党羽田仰。李香君坚决不从，撞头欲自尽未遂，血溅定情诗扇，其养母李貞麗無奈冒名代嫁。杨龙友将扇上血迹点染成折枝桃花，香君使蘇崑生寄扇與侯方域。侯方域此時與高傑同在河南，然高傑為許定國设计所殺，侯方域逃向南方，于黃河巧遇蘇崑生與李貞麗，得知此事後返回南京。
弘光帝贪恋声色，阮大鋮以所作《燕子箋》献媚，李香君被選入宮唱曲。侯方域與蘇崑生返回南京后，不見香君。后侯方域與陳貞慧、吳應箕于書坊選書時，被阮大鋮所捕。蘇崑生赴左良玉處求救，左草檄發兵“清君側”，馬、阮乃調黃得功等將堵截左兵。長江無人防守，清兵长驱直入，僅史可法率三千兵守揚州城，終不敵清兵，战败沉江自杀。南明朝廷覆灭，君臣各自逃散（此時李香君在宮中，侯方域在獄中）。侯、李历经波折后在栖霞山相会，但国已破，何以为家？经道士张瑶星指点，二人分别出家。

## 名段
《桃花扇》最后一出中，苏昆生自叙南明覆灭之后旧地重游，凭吊南京故都，作了一套曲子《哀江南》，抒发胸中黍离之悲。全曲苍凉悲慨，是明清传奇中的名段。以下为《哀江南》的最后一曲：
【哀江南·离亭宴带歇指煞】俺曾见金陵玉殿莺啼晓，秦淮水榭花开早，谁知道容易冰消。眼看他起朱楼，眼看他宴宾客，眼看他楼塌了。这青苔碧瓦堆，俺曾睡风流觉，将五十年兴亡看饱。那乌衣巷不姓王，莫愁湖鬼夜哭，凤凰台栖枭鸟。残山梦最真，旧境丢难掉，不信这舆图换稿。诌一套哀江南，放悲声唱到老。——桃花扇·续四十出·余韵

## 影响
《桃花扇》于康熙三十八年六月脱稿后，立即引起社会的关注。康熙帝专门派内侍向孔尚任索要剧本。当年除夕，在得知《桃花扇》作成后，户部侍郎李枏派人赠予孔尚任岁金，索取《桃花扇》曲本。阅读后，李枏“击节叫绝”，并花钱雇来当时“名噪时流” 的李天馥私家戏班——金斗班对此剧进行排演。前户部尚书李霨之孙李敏啟“不惜物力”，在自家别墅“寄园”中演出桃花扇，“名公巨卿，墨客骚人，骈集者，座不容膝。”（《桃花扇本末》）
然而， 随着孔尚任罢官、陨殁之后，该剧在舞台上演出之热潮逐渐褪去，近代戏曲理论家吴梅认为，《桃花扇》之所以演出不盛，是因为其“有佳词而无佳调”，即其唯适宜案头欣赏而非宜于舞台搬演。此后《桃花扇》的全本戏亦失传，只余《访翠》、《眠香》、《却奁》、《题画》等几齣戏时有演出。
近代戏剧改革先驱汪笑侬（1858-1918）将《桃花扇》改编为京剧，重启《桃花扇》“勾栏争唱”之时代序幕，此后《桃花扇》被文人先后改编为京剧、话剧、桂剧、越剧、粤剧、话剧、闽剧、晋剧、黄梅戏等。
抗日战争时期，知名剧作家欧阳予倩先生曾改编过这部剧本，将结尾改成侯方域剃发留辫，改换清服入仕，找到李香君后，李香君愤而和其断交，以讽喻当时誤入歧途的士子如汪兆銘（历史上的侯方域在顺治年间参加了清朝的乡试）。
1964年剧作家梅阡、孙敬把它改编成电影剧本，采用的是欧阳予倩剧本的结尾，由著名演员王丹凤和冯喆主演，并以昆曲曲调作插曲，有的唱段选了牡丹亭的词，更烘托出悲壮的气氛。但由于写的是末代王朝，文化大革命中被指为“怀念失败的国民党政府”而受到严厉的批判，文革后被平反。

## 评价
与洪昇、孔尚任均交好的金埴（1663-1740），撰有《<桃花扇>题辞》诗云：“两家乐府盛康熙，世御均叨天子知。纵使元人多院本，勾栏争唱孔洪词。”
梁启超：“论曲本当首音律，余不娴音律，但以结构之精严，文藻之壮丽，寄托之遥深论之，窃谓孔云亭之《桃花扇》冠绝前古矣。”“《桃花扇》于种族之戚，不敢十分明言，盖生于专制政体下，不得不尔也。然书中固往往不能自制，一读之使人生故国之感。……读此而不油然生民族主义之思想者，必其无人心者也。”
王国维：“吾国之文学中，其具有厌世解脱之精神者，仅有《桃花扇》与《红楼梦》耳。……故《桃花扇》政治的也，国民的也，历史的也；《红楼梦》哲学的也，宇宙的也，文学的也。”“元人杂剧，辞则美矣，然不知描写人物为何事，至国朝之《桃花扇》，则有人格矣！”

## 刻本
《桃花扇》自问世以来，各家竞相翻刻影抄，其所成的版本较为繁杂，优劣水平亦参差不齐。 康熙四十七年的介安堂刻本为学界所认为的最早刻本。此后流传较广、影响较大的有西园本、沈氏本、兰雪堂本和暖红室本。

## 扩展阅读
[在维基数据编辑]
 在维基文库阅读本作品原文（ 在维基共享资源阅览影像）
- 江蘇省昆劇院，《1699·桃花扇》，田沁鑫导演，2006年3月17日首演于北京保利剧院。
- Owen, Stephen, "Kong Shang-ren, Peach Blossom Fan: Selected Acts," in Stephen Owen, ed. An Anthology of Chinese Literature: Beginnings to 1911. New York: W. W. Norton, 1997. p. 942-972( （页面存档备份，存于）).

- 王璦玲：〈「忖度予心，百不失一」──論《桃花扇》評本中批評語境之提示性與詮釋性 （页面存档备份，存于）〉。